# Oeynhausen (Adelsgeschlecht)

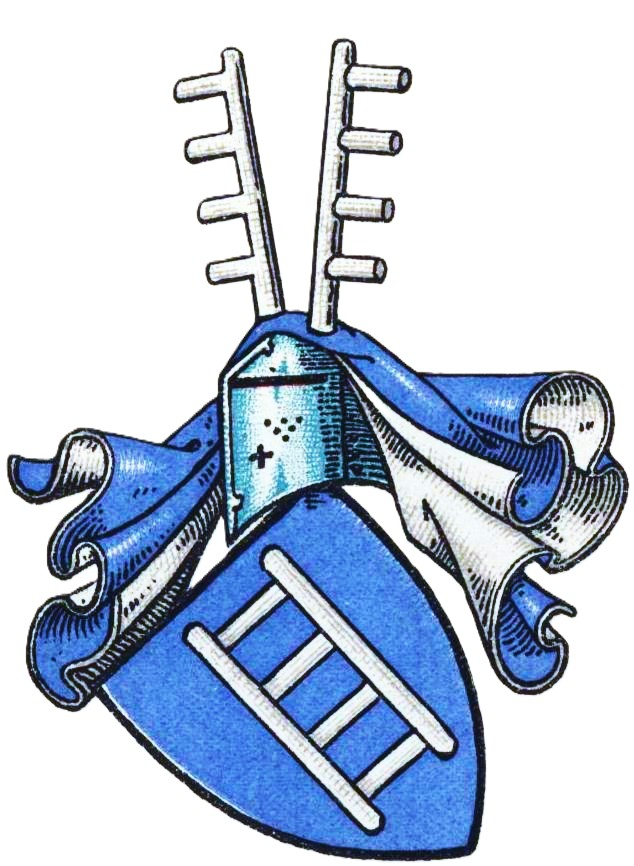
Wappen derer von Oeynhausen im Wappenbuch des Westfälischen Adels

Oeynhausen ist der Name eines alten westfälischen Adelsgeschlechts. Die Herren von Oeynhausen gehörten zum Uradel im Paderborner Land. Die Schreibweise des Namens variiert von Oyenhausen, Oynhausen, Oinhausen, Öynhausen, Oenhausen bis Oeynhausen. Zweige der Familie bestehen bis heute.

## Geschichte

### Herkunft
In alten Annalen wird der Name Oeynhausen als Einhaus gedeutet. Erstmals erwähnt wird das Geschlecht mit Bernhardus villicus de Oienhusen in einer am 1. Mai 1237 ausgestellten Urkunde. Oeynhausen, der namensgebende Stammsitz, ist heute eine Ortschaft bei der Stadt Nieheim im Kreis Höxter. Die ununterbrochene Stammreihe beginnt um 1300 mit Johann von Oynhausen. Ab der zweiten Hälfte des 14. Jahrhunderts gelang es der Familie, die ehemals schwalenbergische Oldenburg (Marienmünster) pfandweise an sich zu ziehen und sich dauerhaft als eine der führenden Adelsfamilien in der Grenzregion zwischen dem Hochstift Paderborn und der Grafschaft Lippe zu etablieren.

### Linien und Besitzungen

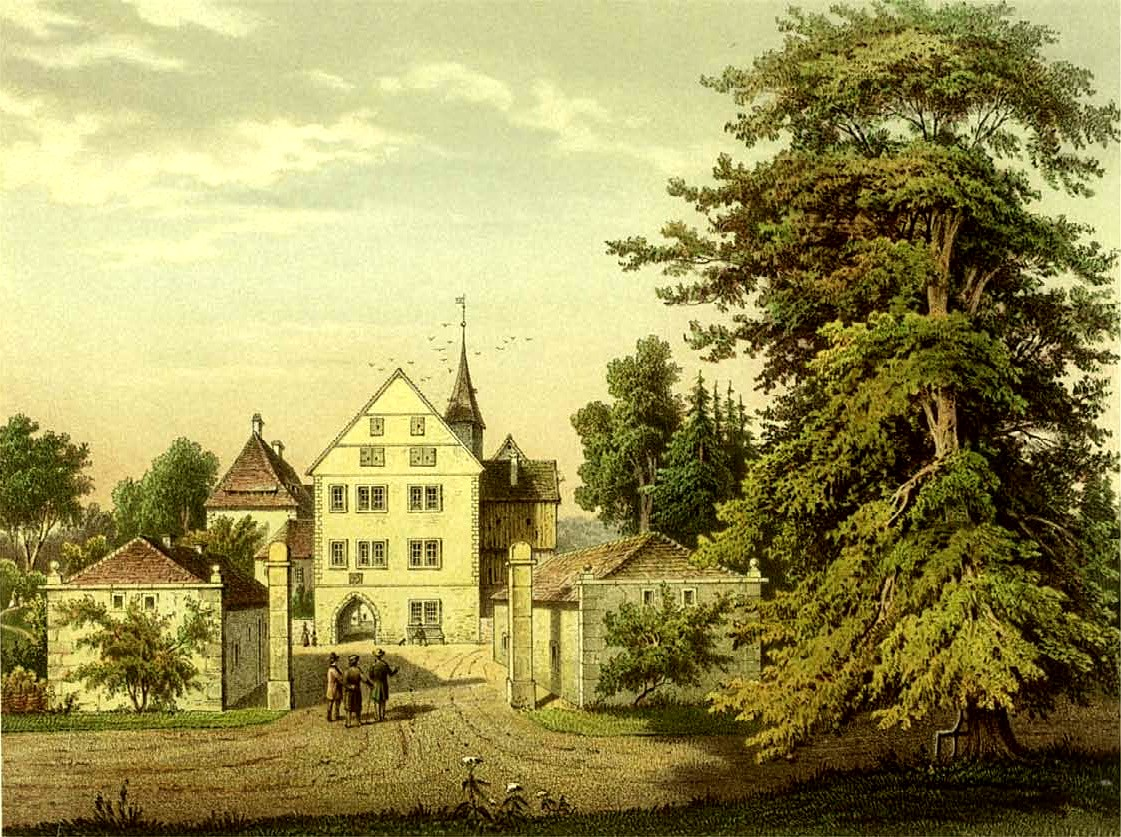
Das Gut Grevenburg nach Alexander Duncker (zwischen 1857 und 1883)

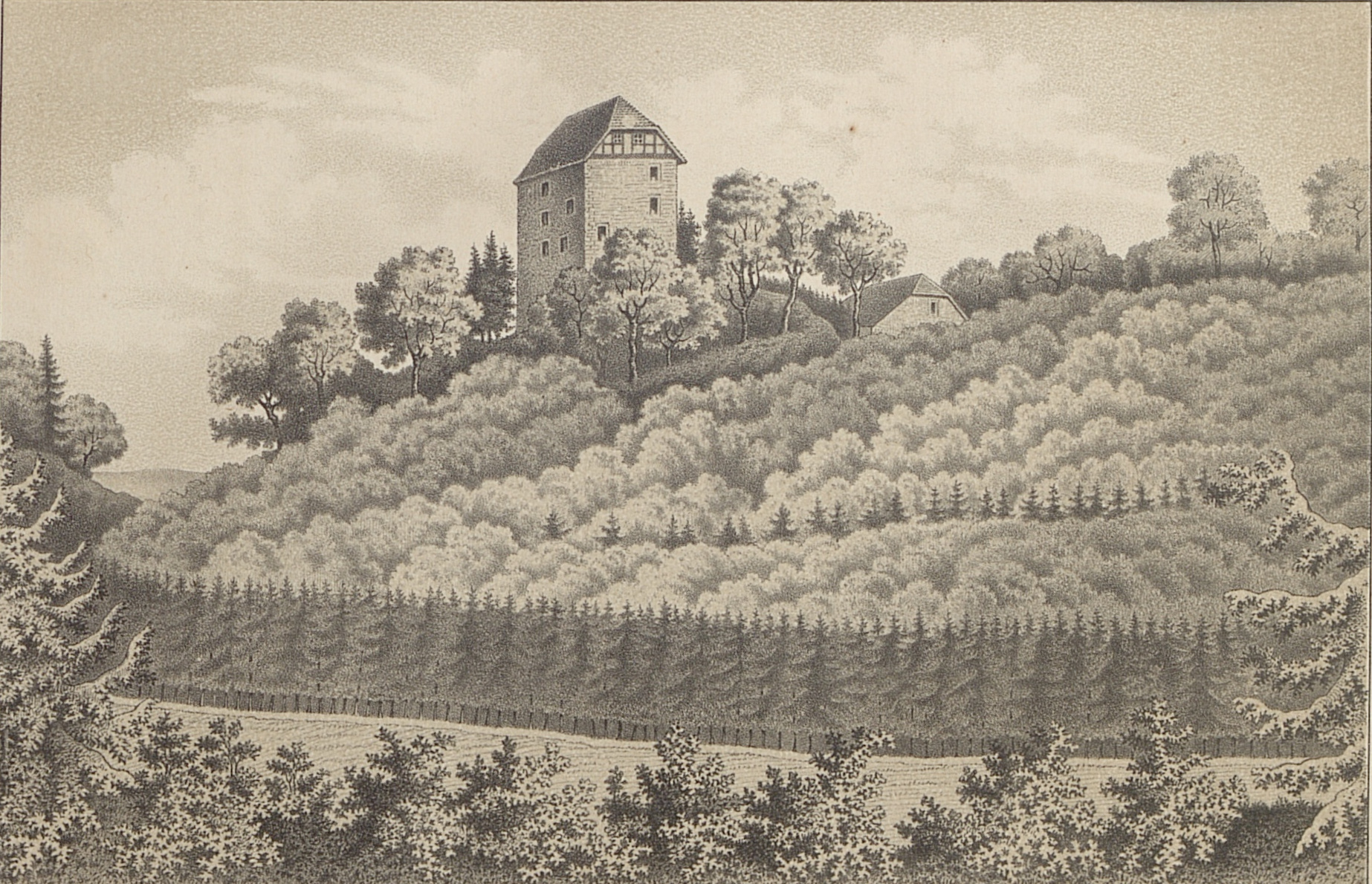
Die Oldenburg bei Marienmünster

Von Mitte des 14. Jahrhunderts bis 1632 war Schloss Merlsheim im Besitz der Familie. Auf dem Lehentage des Hochstifts Paderborn im Jahre 1500 erschienen Johann, Konrad und die Brüder Burchard und Friedrich von Oeynhausen. Seit dieser Zeit verbreitete sich das Geschlecht in die umliegenden Lande. Bereits 1430 gelangten die Güter Lichtenau und Sudheim in den Besitz bzw. Teilbesitz der Familie. Seit dem 16. Jahrhundert bis ins frühe 18. Jahrhundert gehörte Eichholz der Familie, die es 1612 in zwei Güter aufteilte. 1536 konnte Gut Grevenburg bei Nieheim erworben werden, das bis heute den Freiherren von Oeynhausen gehört.
1592 erwarb die Familie die Oldenburg bei Marienmünster. Adam Arnd von Oeynhausen kaufte im Jahre 1600 von seinem Schwager Asmus von Baumbach weitere Lehen, er starb 1635 als Burgmann zu Gießen. Sein Sohn Heinrich Hermann († 1671) wurde 1641 Kammerjunker in Darmstadt und braunschweigischer Landdrost und Berghauptmann. Georg von Oeynhausen war um 1630 kaiserlicher Oberst und zeichnete sich ebenso wie Melchior Hermann von Oeynhausen, herzoglich-holsteinischer Oberst, während des Dreißigjährigen Krieges aus. Arnd von Oeynhausen, Herr auf Gut Grevenburg, war 1650 Hauptmann und Kommandant zu Gießen. Raban Arnold von Oeynhausen erwarb 1665 von den Schencken zu Schweinsberg die Wüstung Nordling als Lehn der Abtei Fulda. Friedrich von Oeynhausen zählte 1702 zu den Domherren von Paderborn. Später kamen einzelne Zweige des Geschlechts unter anderen zu Langreder im Calenberger Land und in neuerer Zeit zu Brahlstorf bei Wittenburg in Mecklenburg-Schwerin zu Besitz.
Schon früh gehörten die Herren von Oeynhausen zum ritterschaftlichen Adel im Calenberger Land. Während des 18. Jahrhunderts waren sie auch Mitglied der Reichsritterschaft im rheinischen Ritterkreis.
Der erste Graf von Oeynhausen war Raban Christoph. Er war mit Sophia Juliana von der Schulenburg verheiratet. Seine Söhne Ferdinand Ludwig († 1754) und Johann Georg Moritz († 1764) wurden später kaiserliche Generäle. Ferdinand Ludwig erhielt von seinem Onkel mütterlicherseits dem Feldmarschall Matthias Johann von der Schulenburg die Erlaubnis den Namen Schulenburg verwenden zu dürfen; Ferdinand Ludwig nannte sich daraufhin Graf von der Schulenburg-Oeynhausen. Der gräfliche Stamm begründete zwei Linien und die erste Linie wiederum drei Zweige. Der Magdeburger Domherr Graf Ludwig Ferdinand von Oeynhausen war ein Enkel des ersten Grafen. Der jüngste Sohn Friedrich Ulrich Graf von Oeynhausen († 1776), Herr auf Grevenburg, Reelsen und Dören wurde kurhannoverscher Oberjäger und Forstmeister und war Stammvater des ersten Zweiges der ersten Linie.
Den zweiten Zweig begründete Graf Julius von Oeynhausen, Sohn des kurhannoverschen Majors Graf Ludwig von Oeynhausen.
Der dritte Zweig der ersten Linie ist als portugiesisch-brasilianischer Zweig insbesondere charakterisiert durch Johann Carl August von Oeynhausen-Grevenburg (* 1777 oder 1778 wahrscheinlich in Lissabon), letzter Generalkapitän von São Paulo (1819–1821), mehrfacher Minister (1827–1831, Auswärtiges und Marine) unter dem brasilianischen Kaiser Dom Pedro I. und zuletzt portugiesischer Gouverneur von Mosambik (1837–1838). Später wurde er zum Marquez de Aracaty ernannt. Er war der Sohn des Grafen Carl August von Oeynhausen (* 5. November 1738; † 3. März 1793). Seine Mutter ist unbekannt, er wurde von seiner Stiefmutter, Leonor de Almeida Portugal Lorena y Lencastre, der 4. Marqueza de Alorna (1750–1839, mit seinem Vater verheiratet seit 1779) erzogen. Sein Stiefbruder Johann Carl Ulrich (* 1779) erbte den Grafentitel von seinem Vater. Johann Carl August von Oeynhausen-Grevenburg starb am 28. März 1838, ohne Nachkommen zu hinterlassen.
Die zweite gräfliche Linie ist erloschen. Letzter Angehöriger war Graf Ferdinand Ludwig (II.) von Oeynhausen, fürstlich-lippischer Kammerherr († 1860).

### Linie Oeynhausen-Sierstorpff
In Reelsen, wo zuvor nur ein Verwalterhaus stand, wurde 1871 ein neues Herrenhaus außerhalb der Ortschaft errichtet. Ein jüngerer Sohn aus Reelsen, Graf Cuno von Oeynhausen (1860–1922), heiratete 1894 die Erbin des Fideikommisses Driburg, Hedwig Freiin von Sierstorpff-Cramm (1874–1907) und führte ab 1901 mit königlich preußischer Genehmigung den Namen „Graf von Oeynhausen-Sierstorpff“. Durch die Einheirat in die Familie Cramm übernahm dieser Familienzweig das 1784 von Kaspar Heinrich von Sierstorpff gegründete Kurbad Driburg. Aus der Ehe zwischen Cuno und Hedwig ging der Sohn und Erbe Rabe Caspar Heinrich Graf von Oeynhausen-Sierstorpff (1899–1980) hervor. Die Nachkommen betreiben bis heute den Gräflichen Park Bad Driburg und die Bad Driburger Quellen.
Da Hedwigs jüngere Schwester Armgard von Sierstorpff-Cramm (1883–1971) den Prinzen Bernhard zur Lippe (1872–1934) heiratete und aus dieser Ehe der spätere niederländische Prinzgemahl Bernhard zur Lippe-Biesterfeld (1911–2004) hervorging, waren die Grafen von Oeynhausen-Sierstorpff enge Verwandte des fürstlichen Hauses Lippe und des niederländischen Königshauses.

### Standeserhebungen
Der königlich-britische Kammerherr und Oberjägermeister im Kurfürstentum Hannover Raben Christoph von Oeynhausen wurde von Kaiser Karl VI. am 17. April 1722 zu Wien in den Reichsgrafenstand erhoben. Die Erhebung wurde am 14. August 1725 in Hannover anerkannt und bekannt gegeben. Diese Erhebung verdankten er und seine Frau Margarethe, geb. Freiin von der Schulenburg, ihren treuen Diensten gegenüber dem Landesherrn Kurfürst Georg I. Ludwig, denn sie hatten die aus der Liaison ihrer Schwester bzw. Schwägerin Melusine von der Schulenburg mit dem späteren britischen König hervorgegangenen Töchter offiziell als eigene Kinder erzogen.
Um standesgemäß verheiratet werden zu können, erhielt daher die Pflegetochter Margarete Gertrud von Oeynhausen, bereits am 10. Oktober 1721 den Titel als Gräfin mit der Anrede Hoch- und Wohlgeboren und einer Wappenvermehrung mit dem von der Schulenburg. Sie heiratete im gleichen Jahr, am 30. September, den Erbgrafen Albrecht Wolfgang zu Schaumburg-Lippe, den Gesandten Hannovers und Großbritanniens am kurpfälzischen Hof in Mannheim.
Weitere Zweiglinien des Geschlechts trugen den Freiherrentitel gewohnheitsrechtlich. Eine preußische Anerkennung des Freiherrnstandes erfolgte am 28. April 1874 durch Allerhöchste Kabinettsorder.

## Wappen

### Stammwappen
Das Stammwappen zeigt in Blau eine aufrecht gestellte silberne Leiter mit vier Sprossen. Auf dem bekrönten Helm zwei nach außen schräg gestellte silberne Leiterbäume mit je vier nach außen gekehrten Sprossen (halbe Leitern). Die Helmdecken sind blau-silbern.

### Wappenabbildungen
In späteren Abbildungen erscheint als Helmzier ein blauer Flug, wobei jeder Flügel mit einem der Leiterbäume belegt ist.
Die Leiter aus dem Wappen der Familie Oeynhausen erscheint noch heute im Stadtwappen von Bad Oeynhausen, dort wird silbern in der Tingierung weiß dargestellt.

Wappen Graf von Oeynhausen-Sierstorpff
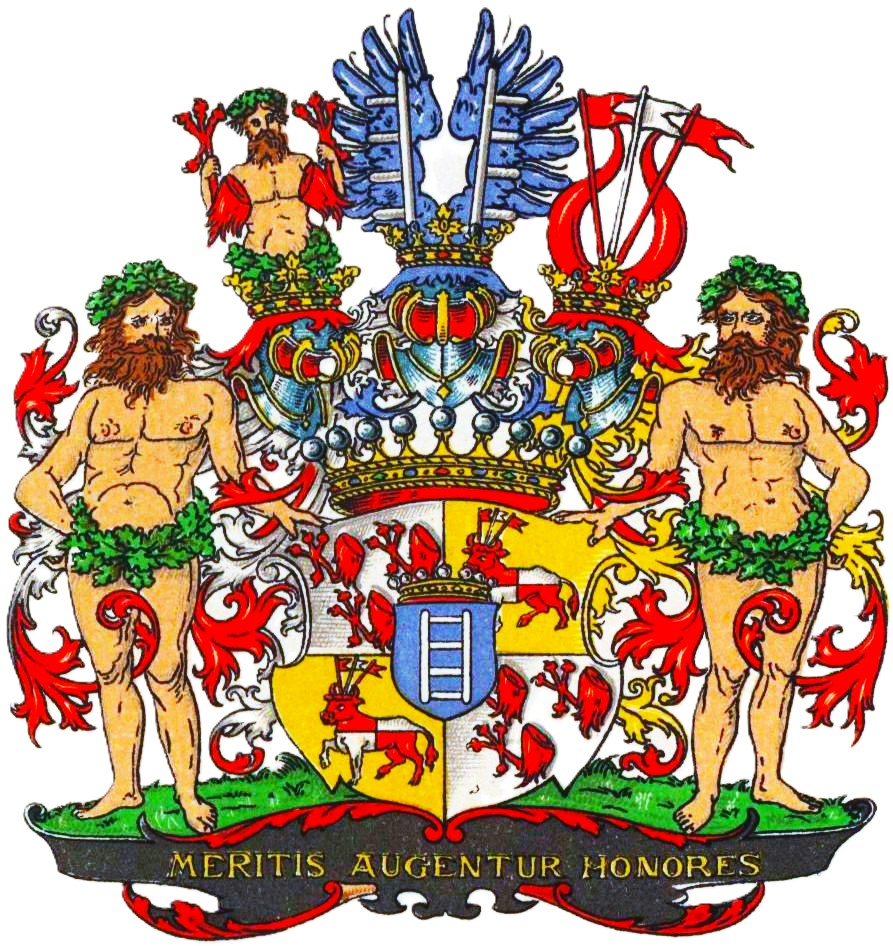
Wappen der Grafen von Oeynhausen im Wappenbuch des Westfälischen Adels
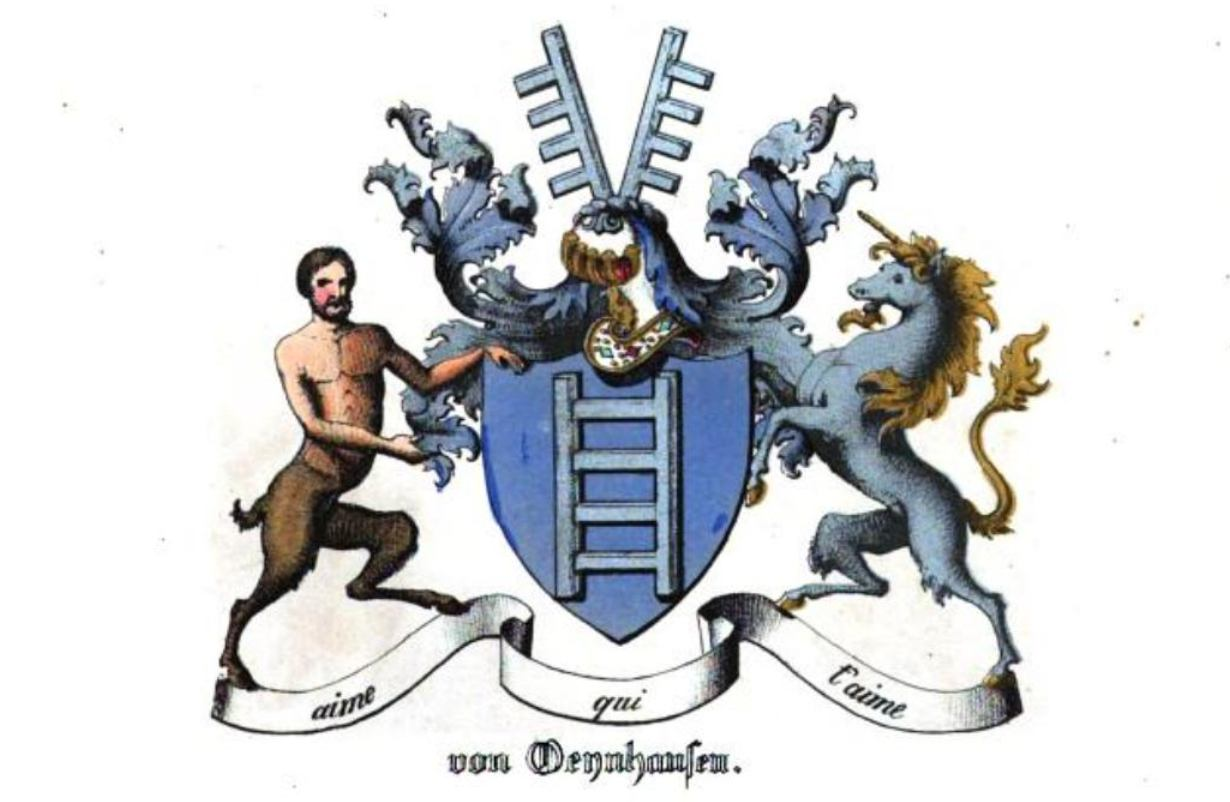
Wappen derer von Oeynhausen 1852
Wappen der Stadt Bad Oeynhausen

## Namensträger
- Adolf von Oeynhausen (* 1877; † 1953), deutscher Regierungsbeamter und SS-Führer
- Ferdinand Ludwig von der Schulenburg-Oeynhausen (* 1699; † 1754), österreichischer General-Feldzeugmeister
- Friedrich von Oeynhausen (* 1801; † 1875), hannoverscher Major, mecklenburgischer Gutsbesitzer und Politiker
- Georg Ludwig von Oeynhausen (* 1734; † 1811), hannoverscher Generalleutnant
- Johann Georg Moritz von Oeynhausen (* 1687; † 1764), k.k. Generalfeldwachtmeister und Komtur des Deutschordens der Ballei Sachsen
- Julius von Oeynhausen (* 1843; † 1886), Heraldiker, Genealoge und Kämmerer
- Karl von Oeynhausen (* 1795; † 1865), preußischer Berghauptmann, Namensgeber von Bad Oeynhausen
- Gräfin Oeynhausen-Schulenburg, Namensgeberin von Oeynhausen in Niederösterreich (gegr. um 1770)